# کازوماسا کاوانو
کازوماسا کاوانو (انگلیسی: Kazumasa Kawano؛ زادهٔ ۷ نوامبر ۱۹۷۰) بازیکن فوتبال اهل ژاپن است.
از باشگاه‌هایی که در آن بازی کرده‌است می‌توان به باشگاه فوتبال سرزو اوساکا، باشگاه فوتبال یوکوهاما مارینوس، باشگاه فوتبال ناگویا گرامپوس، و باشگاه فوتبال سانفریس هیروشیما اشاره کرد.